# Astragalus paralurges
Astragalus paralurges — вид квіткових рослин з родини бобових (Fabaceae). Ареал охоплює такі країни: Іран.

## Середовище
Це багаторічна трав'яниста рослина, яку збирають у степовій рослинності. Наразі немає відомих серйозних загроз для цього виду.